# Dibolia rugulosa
Dibolia rugulosa là một loài bọ cánh cứng trong họ Chrysomelidae. Loài này được Redtenbacher miêu tả khoa học năm 1849.